# Oorwarmer

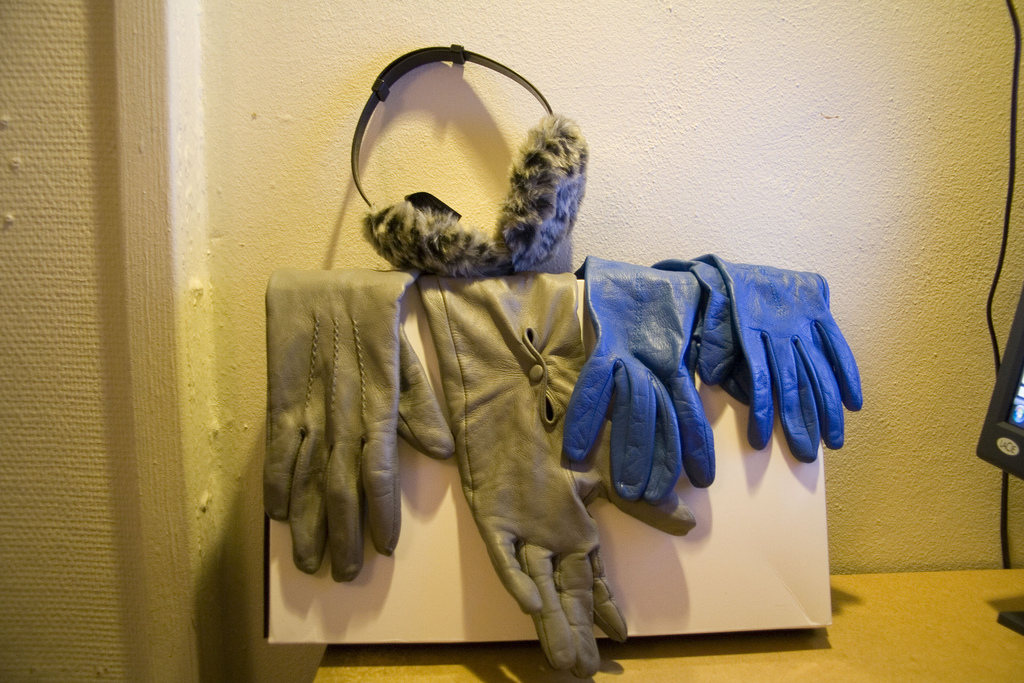
Een oorwarmer bij een aantal leren handschoenen.

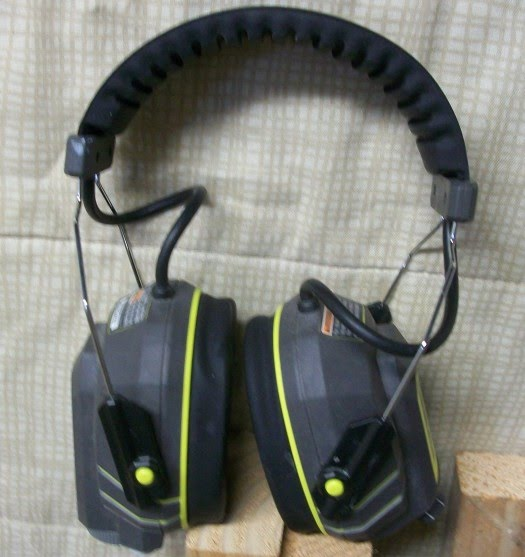
Oorwarmer voor professioneel buitengebruik zoals in de houtkap die harde geluiden buitensluit maar normale conversatie doorlaat.

Een oorwarmer is een kledingstuk dat gemaakt is om de oren buitenshuis warm te houden bij koude weersomstandigheden. 

## Geschiedenis
Chester Greenwood wordt beschouwd als de uitvinder van de oorwarmer. In 1873 was hij vijftien jaar oud toen hij tijdens een schaatstocht het idee ervoor kreeg. Hij liet zijn grootmoeder thuisgekomen plukken wol vastnaaien aan een frame van ijzerdraad en kreeg op het model patent op 13 maart 1877.. Hij liet mensen in zijn regio Farmington in Maine de oorwarmers produceren zodat velen zestig jaar lang hier hun loon mee konden verdienen.

## Soorten
Er zijn diverse oorwarmers. De originele soort bestaat uit het basismodel van Greenwood, een beugel waaraan twee kussentjes zijn bevestigd die op de oren kunnen worden gezet. Het uiterlijk van dit type oorwarmer doet denken aan een koptelefoon. In de jaren 80 was dit type met felgekleurde kussentjes in de mode. 

## Trivia
In de Harry Potter-boeken van J.K. Rowling worden oorwarmers gebruikt door leerlingen van het vak Kruidenkunde op Zweinstein tijdens het verpotten van Mandragora's. Deze beschermen hun oren tegen de dodelijke kreet van deze plant.